# Smedstads herrgård
Smedstads herrgård är en gård i Linköpings kommun (Sankt Lars socken), Östergötlands län. 

## Historik
Smedstads herrgård i Sankt Lars socken i Hanekinds härad som från kronan år 1648 donerades till sekreteraren
Samuel Kylander, men som sedermera reducerades. Ägdes 1818 såsom välbyggt av änkefriherrinnan Charlotta von Friesendorff, född Strålenhielm (död 1825) samt därefter av hennes son, kammarherre friherre Fredrik August von Friesendorff. Tillhörde 1852
överstinnan Maria Jakobina Nisbeth, född Barfoth, av vars arvingar egendomen omkring 1870 försåldes till dåvarande domprosten i Linköping, senare biskopen i Kalmar stift Pehr Sjöbring, som 1877 försålde densamma till löjtnanten Karl Kindstrand till Duseborg.